# شون ماكمانوس
شون ماكمانوس (بالإنجليزية: Sean McManus)‏ هو شخصية أعمال أمريكي، ولد في 16 فبراير 1955 في نيويورك في الولايات المتحدة.